# پویگسردا
پویگسردا (به اسپانیایی: Puigcerdà) یک شهرستان در اسپانیا است که در استان خرنا واقع شده‌است.

## خصوصیات
پویگسردا ۱۸٫۹۲ کیلومترمربع مساحت و ۹٬۰۲۲ نفر جمعیت دارد و ۱٬۲۰۲ متر بالاتر از سطح دریا واقع شده‌است.